# Henrik Rabien
Henrik Rabien (* 22. Juli 1971 in Berlin) ist ein deutscher Fagottist.
Rabien legte sein Abitur im Jahr 1989 an der Stormarnschule in Ahrensburg ab und studierte an der Hochschule für Musik und Theater München. Als Gastmusiker spielte er u. a. beim Bayerischen Staatsorchester und dem Sinfonieorchester des Bayerischen Rundfunks. Festanstellungen als Solo-Fagottist hatte er zuerst ab 1996 beim Gürzenich-Orchester, seit 1998 dann beim WDR Sinfonieorchester Köln.
Vom Wintersemester 2003/2004 bis zum Sommersemester 2022 lehrte Rabien als Professor für Fagott an der Hochschule für Musik und Darstellende Kunst Frankfurt am Main. Seit dem Wintersemester 2022/2023 ist er Professor für Fagott an der Hochschule für Musik Freiburg.